# Омейяды
Омейя́ды (араб. الأمويون‎), или бану Умайя (араб. بنو أمية‎), — династия халифов, основанная Муавией в 661 году. Омейяды Суфьянидской и Марванидской ветвей правили в Дамасском халифате до середины VIII века. В 750 году в результате восстания Абу Муслима их династия была свергнута Аббасидами, а все Омейяды были уничтожены, кроме внука халифа Хишама Абд ар-Рахмана I, основавшего династию в Испании (Ко́рдовский эмират). Основателем клана Омейядов считается Омайя ибн Абдшамс, сын Абдшамса ибн Абдманафа и двоюродный брат Абдулмутталиба. Абдшамс и Хашим были братьями-близнецами.

## Происхождение
Арабские средневековые хроники рассказывают о том, что род Бану Умайя или Бану Омейя, они же Омейяды, был одним из наиболее богатых и знатных родов курайшитской домусульманской Мекки. Курайшиты обладали наибольшим престижем среди племён Аравии так как занимались обслуживанием и защитой Каабы, которую арабы-политеисты рассматривали как своё главное святилище. Вождь курайшитов Абд Манаф ибн Кусай, который должен был жить в конце V века, содержал и защищал Каабу и её паломников. Ту же роль исполняли его сыновья, Абд Шамс, Хашим и другие. Первый из них был отцом Умайи, эпонима и основателя династии Омейядов.

## Омейядский халифат
Омейядский халифат продолжил завоевательную политику Праведного халифата и при нем арабы завоевали Северную Африку, часть Пиренейского полуострова, а также Среднюю Азию, Синд, Табаристан и Джурджан.
Верховным собственником всех земель халифата выступало государство, в ведении которого находился земельный фонд завоеванных, конфискованных либо переходивших в собственность государства после смерти владельца, не имевшего прямого наследника. Государство взимало с землевладельцев поземельный налог (ушр и харадж).
Для централизации государства была восстановлена почтовая служба, создана центральная казна и государственный архив (диван аль-хатим). Массовый переход в ислам покорённых народов и процесс концентрации в руках мусульманских земель, принадлежавших местному немусульманскому населению привело к резкому уменьшению государственных доходов. В 700 году наместник Ирака Хаджадж ибн Юсуф (694—714) обнародовал закон, согласно которому новообращённые мусульмане не освобождались от уплаты джизьи, а при переходе земли от иноверцев к мусульманам последние не освобождались от уплаты хараджа. Данное положение было отменено халифом Умаром ибн Абдул-Азизом в 718—719 годах. Преемники халифа Умара восстановили политику его предшественников, что вызвало новую волну антиомейядских выступлений. В результате восстания под руководством Абу Муслима власть перешла к Аббасидам.
| Имя          | Годы правления | Правление |
| ------------ | -------------- | --- |
| Муавия I     | 661—680        | Основатель и первый халиф династии Омейядов c 661 года, перенёс столицу халифата в Дамаск. В 661 году сын Али ибн Абу Талиба — Хасан после своего непродолжительного правления признал право Муавии на трон халифа. Муавия вёл войну с Византией в Северной Африке, где его армии захватили Ливию. Он также осадил Константинополь в 674—677 годах. В 678 году флот Муавия был сожжен под Константинополем. Преемником Муавии на посту халифа стал его сын Язид I.                                                               |
| Язид I       | 680—683        | Был конкурентом Алидов и политическим конкурентом имама Хусейна ибн Али. Посланный наместником Убайдуллахом войска разбили при Кербеле сторонников Хусейна. |
| Муавия II    | 683—684        | Находился у власти около полугода после смерти своего отца Язида I. Последний представитель суфьянидской ветви Омейядов. Не проявлял интереса к политике и заявлял, что стал халифом лишь по ошибке в силу действия наследственного принципа передачи власти. Его правление прошло под знаком конфликта с Абдуллахом ибн аз-Зубайром, провозглашенным незадолго перед этим халифом своими сторонниками. Отрёкся от престола в июне 684 за месяц до своей смерти.                                                                 |
| Марван I     | 684—685        | Основатель марванидской поддинастии Омейядов. Двоюродный брат халифа Усмана. Марван был любимцем Усмана, после вероломного убийства которого он, как мужественно защищавший своего халифа, вынужден был бежать. Одержал победу над полководцами своего соперника, Абдуллаха ибн аз-Зубайра после чего был признан в Сирии, Египте и Месопотамии. |
| Абдул-Малик  | 685—705        | Направил войска под командованием эмира аль-Хаджаджа ибн Юсуфа на восстановление владычества Омейядов на всей территории исламского халифата. Аль-Хаджадж покорил правителя Басры и устремился в Хиджаз. В Мекке он разгромил и убил Ибн аз-Зубайра и победил в Ираке его сторонников, в Дамаске — ал-Ашдака. В 697 году было подавлено начавшееся в 692 году выступление хариджитов. Государственное единство халифата было восстановлено. Кроме того был завоёван ряд новых земель, особенно в Средней Азии и Северной Африке. |
| Аль-Валид I  | 705—715        | При нём была продолжена активная территориальная экспансия Арабского халифата, завоёваны обширные территории на Пиренейском полуострове, в Средней Азии и долине Инда (Мухаммад ибн аль-Касим ас-Сакафи). |
| Сулейман     | 715—717        | Сын Абдул-Малика, младший брат Валида I. Основатель города Рамла. Политическую карьеру начал в правление своего брата Валида I наместником Палестины. Поддерживал племенную группировку «Яманитов». Был приведён к власти противниками группировки умершего (714) военачальника аль-Хаджжаджа, в результате чего после прихода Сулеймана к власти подверглись репрессиям и были казнены многие сторонники этой группировки, включая таких знаменитых полководцев Халифата, как Кутейба ибн Муслим и Мухаммад ибн Касим.          |
| Умар II      | 717—720        | Став халифом, отказался от прежнего роскошного образа жизни. Отказался от многочисленной толпы слуг и льстецов. Придя к власти, кардинально преобразовал социальную организацию общества. Дал подданным свободу передвижения, выстроил постоялые дворы для путников, вырыл колодцы, построил дороги. Халиф проводил активную проповедническую политику, поощрял и почитал богословов. |
| Язид II      | 720—724        | Его армия в это время противостояла хариджитам, с которыми Умар II пытался вести переговоры. В июле 721 Язид издал эдикт, предписывающий уничтожение всех художественных изображений на территории халифата. За исполнение этого распоряжения отвечал его брат Маслама ибн Абдул-Малик. Археологические данные подтверждают, что в этот период пострадали многие христианские церкви, однако эдикт был направлен против всех, в том числе и не христианских изображений богов. Приказ был отменён сыном Язида II Валидом II.     |
| Хишам        | 724—743        | Унаследовав халифат от своего брата Язида II, Хишам столкнулся со многочисленными проблемами: поражения от хазар (Битва при Ардебиле) на Кавказе и от тюргешей в Средней Азии, восстание индуистов Синда под руководством Джай Сингха. |
| Аль-Валид II | 743—744        | Наследовал своему дяде Хишаму ибн Абд ал-Малику. Валид взошёл на престол после смерти Хишама 6 февраля 743 года. Ат-Табари цитирует несколько стихотворений Валида. Когда Валид определил двух своих сыновей от рабыни наследниками, возникла острая напряжённость внутри семьи, которая привела к его убийству. Валиду наследовал его двоюродный брат Язид III. |
| Язид III     | 744            | За время правления Язида III произошли серьезные волнения в некоторых провинциях халифата. Помимо этого произошёл раскол внутри династии Омейядов. Население Хомса подняло мятеж и объявило халифом его сына аль-Хакама. Повстанцы убили наместника провинции, пошли на Дамаск, но вскоре были разгромлены. Восстания также проходили в Палестине, Армении и Азербайджане. |
| Ибрахим      | 744            | Был халифом всего 70 дней. Когда Мухаммад ибн Марван узнал о том, что новым халифом стал Ибрахим он отказался признать его власть и поднял мятеж. Войска Мухаммада двинулись на Хомс и объявили халифом аль-Хакама. Против мятежников был послан Абдул-Азиз ибн аль-Хаджжадж. Население Хомса поддержало Марвана, и тот сумел победить противника. Разгромленные сторонники Ибрахима вернулись в Дамаск и потребовали казнить братьев. После взятия Дамаска Марваном Ибрахиму удалось бежать, но вскоре он был убит.             |
| Марван II    | 744—750        | В 743 году провозгласил себя халифом (744). Ему удалось за полтора года подавить восстание в Сирии; Месопотамия, вышедшая из-под его контроля, была по частям отвоевана у хариджитов, но на востоке внезапно гигантские размеры приняло восстание шиитов. В 750 году армия Марвана, старавшегося преградить шиитам путь в Месопотамию, потерпела сокрушительное поражение от Абу Муслима в битве на реке Большой Заб, северном притоке Тигра. Марван II бежал в Египет, где был пойман и казнён.                                 |

## Кордовские Омейяды

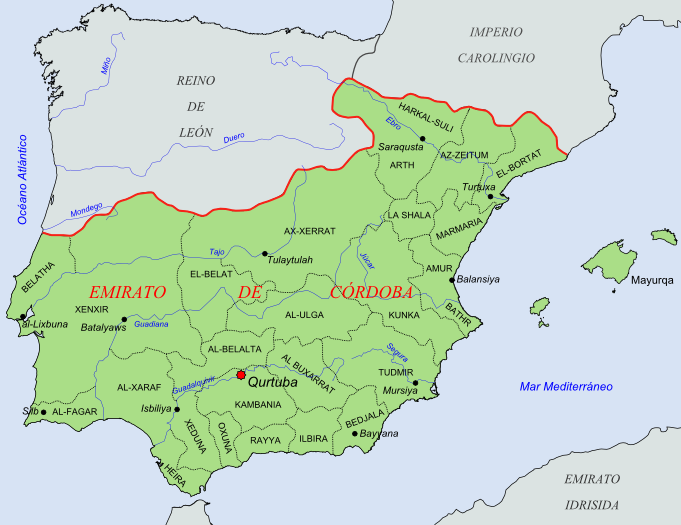
Кордовский эмират

В 750 году, после того как Аббасиды свергли Омейядов, эта семья была истреблена. Один из уцелевших её представителей бежал в Египет, а позже в Магриб. Но попытки закрепиться на тех землях были безрезультатны. В конце 755 года, Абд ар-Рахман высадился в Испании, захватил Ко́рдову и провозгласил себя эмиром. Первоначально он формально признавал власть Аббасидов в Испании, но после конфликта 765 года упоминание Аббасидов в проповедях было запрещено. Большую часть своего правления он провел в борьбе с христианами. Однако, настоящим создателем независимого эмирата стал Абд-ар-Рахман II, который упорядочил полномочия визирей и добился очень быстрой исламизации полуострова, значительно уменьшив число христиан на мусульманских землях.
Борьба за власть между арабами и берберами не прекратились и после создания независимого эмирата, это дало шанс христианским королевствам, что в дальнейшем привело к Реконкисте. К моменту вступления на трон в 912 году Абд ар-Рахмана III, политический упадок эмирата был очевидным фактом. Абд-ар-Рахман III покончил с мятежами, совершил походы на христианские земли.
К концу IX в. Кордовский эмират фактически распался на отдельные феодальные владения. Восстановив политическое единство эмирата, Абдуррахман III в 929 провозгласил себя халифом. Халифат, так же как и эмират ранее, вёл почти непрерывные войны с христианскими государствами на севере Пиренейского полуострова.
Господствующее положение в Халифате принадлежало крупной земельной аристократии — хассе. Хассе — это особо привилегированная группа Омейядов и их родственников. Иногда высокие посты в государственном аппарате занимали и немусульмане (мосарабы и евреи). Гвардия халифа комплектовалась из приближенных рабов сакалиба (букв. — славяне). Рост их влияния быстро сделал их опасными для центральной власти, что особенно проявилось в начале XI века.
Главой всего государственного аппарата и первым лицом после халифа был хаджиб (камергер). Мухаммад ибн Абу Амир аль-Мансур (в средневековых европейских источниках — Альмансор) занимал должность хаджиба при аль-Хакаме. После смерти аль-Хакама он отстранил от правления халифа Хишама II, который оставался лишь номинальным главой государства. Мухаммад аль-Мансур нанёс несколько тяжелых поражений христианским государствам Испании. Его политику продолжал его сын Абдуль-Малик аль-Музаффар (1002-08).
В начале XI в. в Халифате наступил период феодальных смут (с 1009 по 1031 сменилось 6 халифов). В 1031 последний халиф Хишам III был свергнут и изгнан из Кордовы, а Халифат распался на множество мелких эмиратов.
| Имя               | Годы правления       | Правление |
| ----------------- | -------------------- | --- |
| Абд ар-Рахман I   | 756—788              | Основатель династии кордовских Омейядов, правившей большей частью Испании до 1031 года, и эмирата на Пиренейском полуострове. Внук Хишама ибн Абд ал-Малика, десятого омейядского халифа (правил с 724 по 743 год). В отличие от двух своих преемников, у арабских историков Абд ар-Рахман I называется «Ад-дахил» (пришелец).                                                          |
| Хишам I           | 788—796              | В начале своего правления жестоко подавил восстание берберов, живших вокруг Ронды. Внешняя политика Кордовского эмирата во время правления Хишама в основном ознаменовалась войнами с христианами. Хишам всячески поддерживал развитие поэзии, искусств и науки, держал при дворе учёных и поэтов, собранных со всего Ближнего Востока.                                                 |
| Аль-Хакам I       | 796—822              | Он был верующим мусульманином, но не соблюдал некоторых исламских обычаев (пил вино и проводил досуг в охотничьих забавах). Участие группировки факихов в делах управления государством при нём было существенно ограниченно. |
| Абд ар-Рахман II  | 822—852              | Он покровительствовал наукам и искусству, отличался веротерпимостью. По иным сведениям при нём пострадали многие Кордовские мученики. В 837 году вернул Толедо благодаря начавшимся в городе разногласиям между христианами и ренегатами. |
| Мухаммад I        | 852—886              | В 862 году на некоторое время вернуть контроль над Туделой и Сарагосой. Его войска были разбиты Бану Каси и его союзником — христианским королём Леона. В 873 году от Кордовы вновь отложился Толедо, жители которого фактически образовали независимую республику. Мухаммад был вынужден признать её.                                                                                  |
| Аль-Мунзир        | 886—888              | В 865 году провёл неудачную кампанию против королевства Астурии. Позже он пытался полностью завоевать её, но потерпел поражение в 878 году при Вальдеморе. В 883 году совершил военную экспедицию против ренегатского вестготского семейства Бану Каси, создавшего в Южном Арагоне независимое государство, союзное Астурии, но также потерпел поражение.                               |
| Абдаллах          | 888—912              | При нём продолжалась война с Умаром ибн Хафсуном, подчинившим себе большую часть Южной Испании. В 891 году ибн Хафсун был разбит и потерял часть занятой им ранее территории. Эмир Абдаллах приказал в захваченных им городах вырезать всех христиан. |
| Абд ар-Рахман III | 912—961              | Восстановил полураспавшийся при его предшественниках Кордовский эмират. В 931 году взял Сеуту, в 932 году — Толедо. С 955 года заставил королей Леона и Наварры платить ему дань. Отвоевал у Фатимидов часть Магриба. |
| аль-Хакам II      | 961—976              | Проводил крупномасштабные строительные работы, развивал сельское хозяйство. При нём халифату пришлось дважды отражать нападение викингов и вести борьбу с Зиридами и Фатимидами в Северном Марокко. В 974 году Фатимидам было нанесено поражение. Над христианскими государствами Северной Испании у халифата в то время было полное военное превосходство.                             |
| Хишам II          | 976—1009, 1010—1013  | Вскоре верховной властью в государстве завладел хаджиб и военачальник аль-Мансур, который держал молодого халифа в стороне от всякой деятельности и контактов. Позже аль-Мансур изолировал его во дворце и стал полновластно распоряжаться всеми делами от его имени. |
| Мухаммад II       | 1009 и 1010          | Почти сразу после вступления его на престол началась вражда между ним, сакалиба и берберскими подразделениями гвардии. Уже через несколько месяцев после переворота берберы восстали и сначала провозгласили халифом Хишама, а после его смерти передали престол его племяннику Сулейману. Бежал в Толедо, но вскоре сакалиба взяли Кордову и он на короткое время вернулся на престол. |
| Сулейман          | 1009—1010, 1013—1016 | Дважды был провозглашён халифом, однако его власть ограничивалась лишь окрестностями Кордовы. Тогда же с претензиями на престол выступил правитель Танжера и Сеуты Али ан-Насир. В 1016 году захватил Кордову, убил Сулеймана и был провозглашён новым халифом. |
| Абд ар-Рахман IV  | 1018                 | Абд ар-Рахман IV стал халифом в 1018 году, когда войска его сторонников, среди которых были правитель Альмерии Хайран и эмир Сарагосы Мунзир I ал-Мансур, взяли Кордову и убили Али ан-Насира. |
| Абд ар-Рахман V   | 1023—1024            | После смерти Аль-Мансура Кордовский халифат, раздираемый внутренними противоречиями и борьбой за власть, существенно ослабел. В 1018 году омейядский халиф Абд ар-Рахман IV был убит, а аль-Касим аль-Мамун из династии Хаммудидов практически без сопротивления занял Кордову и провозгласил себя халифом.                                                                             |
| Мухаммад III      | 1024—1025            | Мухаммад III был провозглашён халифом в 1024 году, после убийства Абд ар-Рахмана V. В 1025 году он был также свергнут и убит. |
| Хишам III         | 1027—1031            | Хишам III был выбран халифом Кордовы в 1027 году, после затяжных переговоров между Кордовской столичной аристократией и эмирами провинций халифата. В Кордову он смог приехать лишь в 1029 году, так как до этого времени город был занят берберскими войсками Хаммудидов. |